# Ottorino Respighi
Ottorino Respighi (italiană: [ottoˈriːno reˈspiːɡi]; n. 9 iulie 1879, Bologna, Italia – d. 18 aprilie 1936, Roma, Regatul Italiei) a fost un violonist, compozitor și muzicolog italian, cel mai bine cunoscut pentru trilogia lui de poeme simfonice: Fântânile Romei (1916), Pinii din Roma (1924) și Serbările romane (1928). Interesul său muzical pentru muzica din secolele XVI, XVII și XVIII l-a determinat să compună piese pe baza muzicii din aceste perioade. De asemenea, el a scris mai multe opere, cea mai cunoscută fiind La fiamma.

## Biografie

### Tinerețe
Ottorino Respighi s-a născut la 9 iulie 1879, pe Via Guido Reni nr. 8, o clădire situată în apropierea palatului Palazzo Fantuzzi din Bologna, Italia. A fost cel mai mic copil al lui Giuseppe și Ersiliei (născută Putti) Respighi. Fratele său, Alberto, a murit la nouă ani, dar el a avut o soră, Amelia. ,
Familia Respighi era o familie de muzicieni. Giuseppe Respighi era profesor de pian; el l-a inițiat pe fiul său pe drumul muzicii și l-a învățat bazele interpretării la pianul și la vioară încă de la o vârstă fragedă. Nu după mult timp de când a început să învețe să cânte la vioară, Ottorino Respighi a renunțat subit din cauza faptului că profesorul lui l-a lovit peste mână cu o riglă, atunci când a cântat un pasaj greșit. El a reluat lecțiile câteva săptămâni mai târziu, cu un profesor mai răbdător. Abilitățile sale la pian aveau inițial, de asemenea, un nivel scăzut, dar tatăl lui l-a surprins odată, când a ajuns acasă interpretând Studiile simfonice ale lui Robert Schumann, Ottorino învățând această piesă muzicală în secret.

### Bologna și Sankt Petersburg, 1890–1913

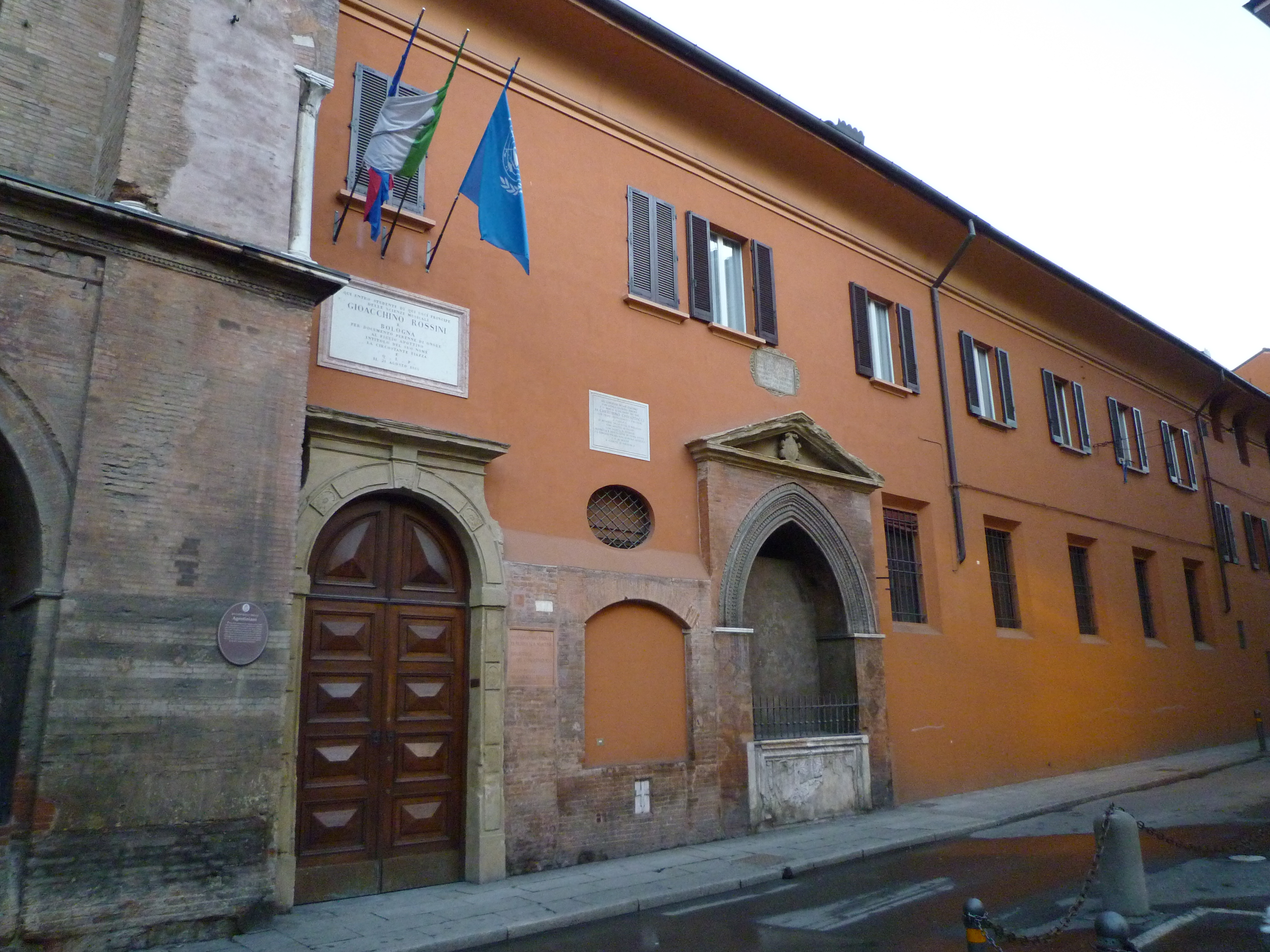
Liceul Muzical din Bologna

Respighi a studiat la Gimnasio Guinizelli timp de 2 ani, iar în 1892, s-a înscris la Liceo Musicale unde a studiat vioara și viola cu Federico Sarti timp de 7 ani. Printre primele compoziții completate și datate au fost Piccola Ouverture și Preludio pentru orchestră. Timp de 4 ani, Respighi a luat lecții de compoziție cu Giuseppe Martucci și de istorie a muzicii cu Luigi Torchi. A primit o diplomă pentru vioară în 1899 și și-a terminat studiile în anul 1901 cu grad avansat în compoziție. În acea vreme, a studiat cu mare interes și unele limbi străine, având o largă colecție ce conținea atlase și dicționare.
În 1900, Respighi a acceptat rolul de violonist principal în orchestra Teatrului Imperial rus din Sankt Petersburg, Rusia, în timpul sezonului de operă italiană de la acest teatru. În timpul vizitei sale s-a întâlnit cu compozitorul rus Rimsky-Korsakov, ale cărui orchestrații le admira foarte mult, și a studiat orchestrația și compoziția cu el timp de cinci luni.
După o perioadă petrecută în Germania în 1902, Respighi s-a întors la Bologna cu scopul de a-și continua studiile de compoziție, studii care i-au adus o a doua diplomă. Din 1903 până în 1908, principala lui activitate a fost de prim violonist în „Mugellini Quintet”, fondat de compozitorul Bruno Mugellini. 
În 1909, a doua operă a lui Respighi Semirâma a avut un debutul și un succes considerabil. Cu toate acestea, el a adormit în timpul banchetului de după premieră, din cauza epuizării pricinuite de scrierea părților orchestrale; perioadele sale inconsistente de somn ar fi putut fi însă cauzate și de narcolepsie.

### Roma, 1913–1936
În 1913, Respighi a părăsit ansamblul Mugellini Quintet și s-a stabilit la Roma. El a petrecut un timp ca interpret în Germania, înainte să se întoarcă în Italia pentru a se dedica compozițiilor muzicale. Totuși, multe surse susțin că el a studiat pentru un scurt timp cu Max Bruch în perioada în care a locuit în Germania, însă mai târziu soția sa, Elsa Respighi, a afirmat că acest lucru nu este adevărat. În 1913, el a fost numit profesor de compoziție la Conservatorio di Santa Cecilia, post pe care și l-a păstrat pentru tot restul vieții. 
În timpul intrării Italiei în Primul Război Mondial, în 1915, poziția lui Respighi de profesor la „Liceo Musicale” i-a permis să evite serviciul militar. După ce a călătorit spre un loc mai liniștit de-a lungul verii, Respighi s-a întors în Italia pentru a continua să predea. Unul dintre noii studenți de la cursurile de compoziție a fost Elsa Olivieri Sangiacomo, cea care i-a devenit soție în 1919. În 1921, cei doi s-au mutat într-un apartament din Roma. 
Un punct de referință în cariera componistică a lui Respighi a fost în martie 1917 odată cu premiera poemului simfonic Fântânile Romei, prima sa lucrare din cele trei poeme simfonice inspirate de Roma. Piesa descrie patru din fântânile orașului în diferite momente ale zilei. Respighi a fost dezamăgit de reacțiile publicului și ale criticilor muzicali pe care le-a primit la premieră și a considerat lucrarea un eșec, ceea ce l-a îndemnat să înceapă una nouă. Cu toate acestea, Fântânile Romei a primit mare apreciere după ce el i-a permis lui Arturo Toscanini să dirijeze piesa într-o serie de concerte în Milano, în februarie 1918. Succesul obținut a dus la publicarea după scurt timp a lucrării. 
Fiind neutru din punct de vedere politic, Ottorino Respighi nu a reacționat în niciun fel după ce Benito Mussolini a venit la putere, în 1922. Faima sa internațională stabilită i-a adus lui Respighi un anumit nivel de libertate, însă în același timp a încurajat regimul fascist să-i exploateze muzica în scopuri politice.  
În 1923, Respighi a devenit primul director al conservatorului „Santa Cecilia”. A renunțat însă la această funcție în 1925 pentru a se dedica compozițiilor muzicale. În 1925, a colaborat cu Sebastiano Arturo Luciani la scrierea unei cărți intitulate Orfeu. A fost ales în 1932 la Academia Regală a Italiei . 
În decembrie 1925, Respighi a plecat la New York unde a avut primele interpretări din Statele Unite. Prima lui interpretare publică a fost partea solo a concertului de pian scris de el, Concerto in the Mixolydian Mode (1925) , la Sala Carnegie, la 31 decembrie. Concertul a fost un succes. 
În mai 1927, Ottorino Respighi și soția lui au călătorit în Brazilia pentru a asista la o serie de concerte cu piesele sale în Rio de Janeiro. Stilul muzical și obiceiurile locale l-au inspirat pe Respighi, care a spus presei despre intenția lui de a se întoarce în următorul an cu o suită orchestrală în cinci părți bazată pe impresiile din această vizită. Respighi s-a întors la Rio, în iunie 1928, cu o compoziție finalizată în forma unei lucrări orchestrale în trei părți intitulată Impressioni brasiliane („Impresii braziliene”). În drumul spre casă din Brazilia, Respighi s-a întâlnit din întâmplare cu fizicianul italian Enrico Fermi care a încercat să îl facă pe Respighi să explice muzica în termeni ai fizicii, ceea ce a fost un eșec. Ei au rămas însă prieteni apropiați. 
În 1928, Respighi și-a completat, în doar nouă zile, cel de-al treilea poem simfonic pe teme romane, Serbările romane. Lucrarea a avut premiera în 1929 la Carnegie Hall din New York, cu Arturo Toscanini dirijând Orchestra Filarmonicii din New York. Toscanini a înregistrat-o de două ori pentru RCA Victor, mai întâi cu Orchestra din Philadelphia în 1942 și apoi cu Orhcestra Simfonică NBC în 1949. Muzica lui Respighi a avut un succes considerabil în SUA; Toccata sa pentru pian și orchestră a fost premiată, cu Respighi ca solist și Willem Mengelberg dirijor al Orchestrei Filarmonice din New York la Carnegie Hall în noiembrie 1928, iar Metamorphoseon a fost aleasă de către o comisie pentru cea de-a cincea aniversare a Orchestrei Simfonice din Boston. 
În 1932, guvernul fascist italian l-a onorat pe Respighi prin afilierea sa la Reale Accademia d'Italia, unul dintre cele mai înalte onoruri acordate celor mai remarcabile personalități ale științei și culturii italiene.

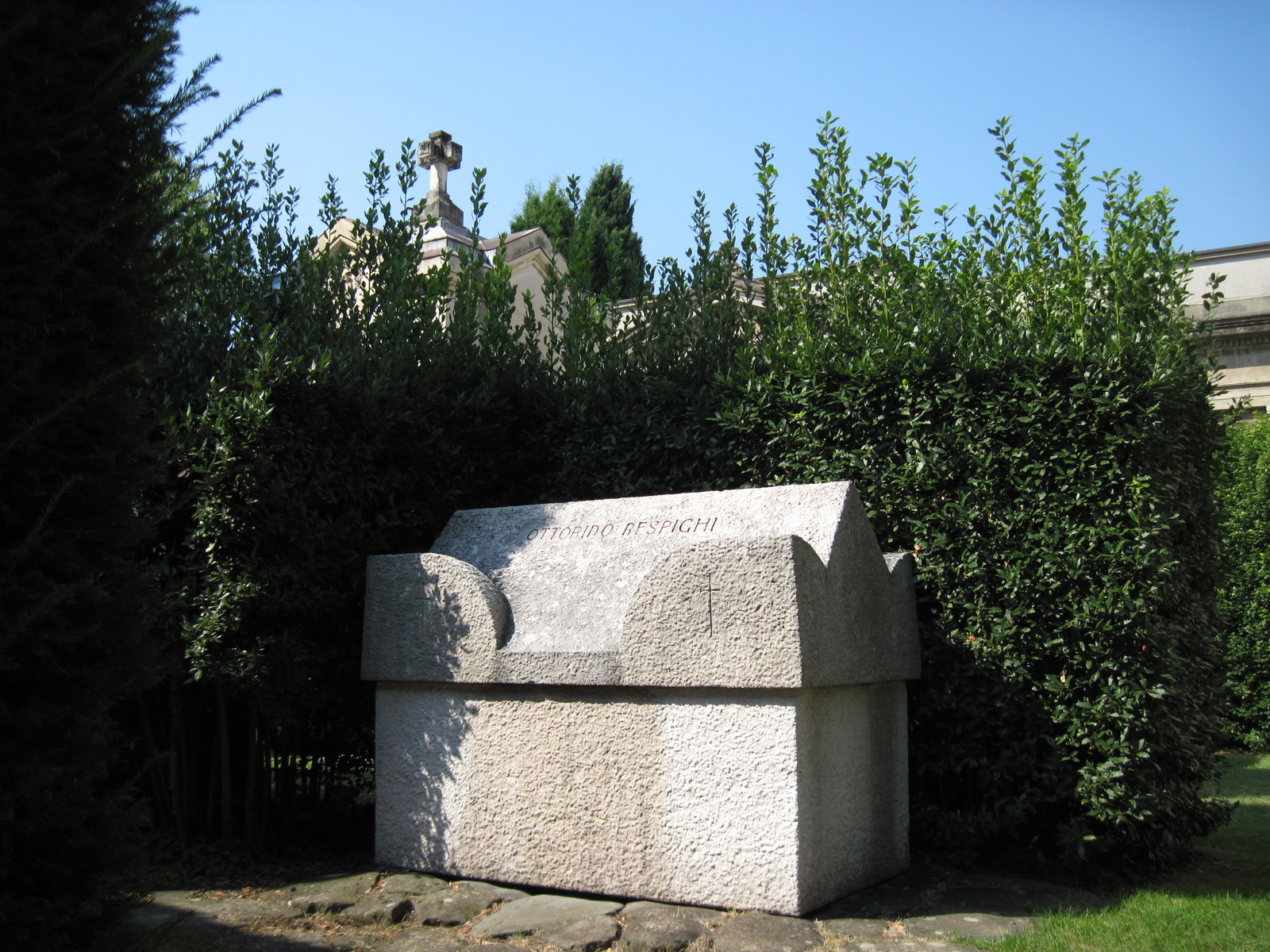
Mormântul lui Respighi la Certosa di Bologna, Italia

Respighi a fost un cercetător entuziast al muzicii italiene din secolele XVI, XVII și XVIII. A publicat ediții ale compozițiilor lui Claudio Monteverdi, Antonio Vivaldi și Benedetto Marcello. Lucrările sale în acest domeniu au influențat compozițiile sale de mai târziu și au dus la o serie de lucrări bazate pe muzică timpurie, în special cele trei suite din Airs and Dances Ancient și suita Gli uccelli („Păsările”). În lucrările sale neoclasice, Respighi a păstrat clară ideea muzicală din perioada clasică, preferând să combine stilurile melodice pre-clasice și formele muzicale (precum suitele de dans) cu armoniile și texturile romantice tipice ale secolului XIX.

### Decesul
Ottorino Respighi a continuat să compună până în ianuarie 1936, când sănătatea lui s-a deteriorat. El a decedat pe 18 aprilie 1936 în Roma, la vârsta de 56 de ani, din cauza intoxicațiilor sanguine cauzate de o endocardită, după ce i se făcuseră trei transfuzii de sânge. A murit avându-i aproape pe prieteni și pe soția sa. După un an de la înmormântare, rămășițele lui au fost mutate la Bologna. Pe monumentul său funerar este înscris doar numele; datele nașterii și ale morții lipsesc.

## Lucrări

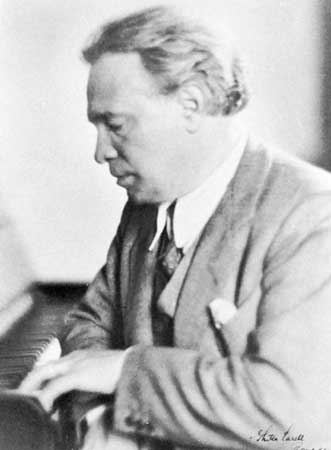
Respighi, 1935

### Operă
- Re Enzo (1905)
- Semirâma (1909)
- Marie Victoire (finalizată în 1913, dar nu a fost pusă în scenă până în 2004)
- La bella dormente nel bosco (1922)
- Belfagor (1923)
- La campana sommersa (1927)
- Maria egiziaca (1932)
- La fiamma (1934)
- Lucrezia (1937) operă într-un act (finalizată postum de soția sa, Elsa și de elevul său, Ennio Porrino )

### Balet
- La Boutique fantasque (1918), împrumută melodii ale compozitorului italian Rossini din secolul al XIX-lea. A avut premiera la Londra la 5 iunie 1919.
- Sèvres de la vieille France (1920), transcriere a unor piese muzicale franceze din secolele XVII-XVIII
- La Pentola magica (1920), bazat pe teme populare rusești
- Scherzo Veneziano (Le astuzie di Columbina) (1920)
- Belkis, Regina di Saba (1932)

### Orchestrale
- Preludio, corale e fuga (1901)
- Aria per archi (1901)[21]
- Leggenda pentru vioară și orchestră P 36 (1902)[22]
- Concert pentru pian și orchestră în La minor (1902)
- Suite per archi (1902)[23]
- Humoreske pentru vioară și orchestră P 45 (1903) [24]
- Concert pentru vioară în La major (1903), finalizat de Salvatore Di Vittorio (2009)[25]
- Fantasia Slava (1903)
- Suite în E major (Sinfonia) (1903)
- Serenata per piccola orchestra (1904)[26]
- Suite in sol maggiore, per archi ed organo P 58 (1906)[27]
- Ouverture Burlesca (1906)
- Concerto all'antica pentru vioară și orchestră (1908)
- Ouverture Carnevalesca (1913)
- Tre Liriche (1913), pentru mezzo-soprană și orchestră (Notte, Nebbie, Pioggia)[28]
- Sinfonia Drammatica (1914)
- Fântânile Romei (1916)
- Suite Airs and Dances Ancient No. 1 (1917), bazată pe piese de lăută renascentistă de Simone Molinaro, Vincenzo Galilei (tatăl lui Galileo Galilei ) și alți compozitori anonimi.
- Ballata delle Gnomidi („Dansul gnomilor”) (1920), bazat pe o poezie de Claudio Clausetti
- Adagio con variazioni (1921), pentru violoncel și orchestră
- Concert Gregoriano pentru vioară și orchestră (1921)
- Antiche arie e danze per liuto (seconda suite) (1923), bazată pe piese pentru lăută, arciliuto și viola da gamba de Fabritio Caroso, Jean-Baptiste Besard, Bernardo Gianoncelli și un compozitor anonim. De asemenea, interpolează o arie atribuită lui Marin Mersenne.
- Pinii din Roma (1924)
- Concerto in modo misolidio (1925)
- Poema autunnale („Poem de toamnă”), pentru vioară și orchestră (1925)
- Rossiniana (1925), transcrieri din Quelques riens de Rossini (din Péchés de vieillesse)
- Vetrate di chiesa (1926), în patru mișcări dintre care trei sunt bazate pe Tre Preludi sopra melodie gregoriane pentru pian (1919)
- Trittico Botticelliano (1927), în trei mișcări inspirate din tablourile lui Botticelli din Galeria Uffizi, Florența: La Primavera, L’Adorazione dei Magi și Nașterea lui Venus.
- Impressioni brasiliane („Impresii braziliene”; 1928)
- Gli uccelli („Păsările”; 1928), bazat pe piese baroce care imită păsările. Cuprinde Introduzione (Bernardo Pasquini), La Colomba (Jacques de Callot), La Gallina (Jean-Philippe Rameau), L'Usignolo (a unui compozitor englez anonim din secolul al XVII-lea) și Il Cucu (Pasquini)
- Toccata pentru pian și orchestră (1928)
- Serbările romane (1928)
- Metamorphoseon (1930)
- Antiche arie e danze per liuto (terza suite) (1931), aranjată doar pentru corzi și prezentând melancolie în starea de spirit generală. Se bazează pe cântece pentru lăută de Besard, o piesă pentru chitară barocă de Ludovico Roncalli, piese pentru lăută de Santino Garsi da Parma și alți compozitori anonimi.
- Concerto a cinque (1933), pentru oboi, trompetă, vioară, contrabas, pian și corzi

### Vocale / corale
- Nebbie (1906), voce și pian
- Stornellatrice (1906), voce și pian
- Cinque canti all'antica (1906), voce și pian
- Il Lamento di Arianna (1908), pentru mezzosoprană și orchestră[29]
- Aretusa (text de Shelley) (1911), cantata pentru mezzosoprană și orchestră
- Tre Liriche (1913), pentru mezzosoprană și orchestră (Notte, Nebbie, Pioggia)[28]
- La Sensitiva (text de Shelley) (1914), pentru mezzosoprană și orchestră
- Il Tramonto („Apusul de soare”, text de Shelley) (1914), pentru mezzosoprană și cvartet de coarde (sau orchestră de coarde)
- Cinque liriche (1917), voce și pian
- Quattro liriche ([[Gabriele d’Annunzio; 1920), voce și pian
- La Primavera („Primăvara”, text de Constant Zarian) (1922) poem liric pentru solist, cor și orchestră
- Deità silvane (Woodland Deities, texte de Antonio Rubino) (1925), cântec-ciclu pentru soprană și orchestră mică
- Lauda per la Natività del Signore („Laudă la Nașterea Maicii Domnului”, text atribuit lui Jacopone da Todi) (1930), o cantată pentru trei soliști (soprană, mezzosoprană, tenor), cor mixt și orchestră de cameră

### Muzică de cameră
- Cvartetul de coarde în Re major într-o singură parte (nedatat)
- Cvartetul de coarde nr. 1 în Re major (1892–98)
- Cvartetul de coarde nr. 2 în Si bemol major (1898)
- Cvartetul de coarde în Re major (1907)
- Cvartetul de coarde în Re minor (1909)
- Quartetto Dorico sau Cvartetul de coarde dorice (1924)
- Tre Preludi sopra melodie gregoriane, pentru pian (1921)
- Sonata pentru vioară în Re minor (1897)
- Sonata pentru vioară în Si minor (1917)
- Sonata pentru pian în Fa minor
- Variazioni, pentru chitară
- Cvartet dublu în Re minor (1901)
- Cvartet de coarde pentru două viori, violă și violoncel în Sol minor (1901, incomplet)
- Cvintetul de pian în Fa minor (1902)
- Șase piese pentru vioară și pian (1901–1906)
- Cvartet în Re major pentru patru viole (1906)
- Suite della tabacchiera pentru instrumente de suflat și pian, P 168 (1930)
- Belkis, regina di Saba, suită din balet în cinci tablouri, P 171 (1931)